# Stryker
A Stryker egyjáratú, 8×8 hajtásképletű, gumikerekes páncélozott lövészszállító harcjármű-család, melyet az Amerikai Hadsereg részére fejlesztettek ki és gyárt a General Dynamics Land Systems a kanadai LAV III járműcsalád felhasználásával.
A járműcsalád névadója két, posztumusz kongresszusi becsületrendet kapott amerikai katona: Stuart S. Stryker őrvezető (Private First Class), aki a második világháborúban esett el és Robert F. Stryker (Specialist Four), aki a vietnámi háborúban vesztette életét.
Az Amerikai Hadsereg a járműcsalád kifejlesztésekor nem kívánt velük kiváltani egyetlen más, szolgálatban álló harcjárművet sem, azonban a nagy költségek miatt sok más program a megszorítások áldozata lett. Egy új koncepciókon alapuló, nagy mozgékonyságú gyalogsági harccsoportot kívántak létrehozni, melyet Stryker dandár-harccsoportnak (Stryker Brigade Combat Team, SBCT) neveztek el. Végül összesen hat ilyen harccsoportot hoztak létre, melyek közül egy gépesített dandárt szerveztek át SBCT-re, a többi könnyűgyalogos-dandárából, illetve egy könnyű páncélozott gyalogezredből állt fel. Egyetlen M1 Abramsszel és Bradley-vel felszerelt nehézpáncélos-erő sem lett átszervezve.

## Üzemeltető alakulatok
1999 októberében Shinseki tábornok bejelentette, hogy két új, gyors kihelyezésű (fast-deployable) dandárt hoznak létre. 2001 novemberében a Védelmi minisztérium (DoD) elfogadott egy hat SBCT-ről szóló tervezetet, melyet később nyolcra fejleszthetnek, azonban az igényt hatra csökkentették, melyből egy nemzeti gárdás alakulat lett. Ezek:
1. 2. gyalogos hadosztály 3. dandár, Fort Lewis, Washington
2. 25. (könnyű) gyalogos hadosztály 1. dandár, Fort Lewis, Washington
3. 172. (könnyű) gyalogos dandár (separate), Fort Wainwright, Alaszka
4. 2. lovas ezred, Fort Polk, Louisiana
5. 25. (könnyű) gyalogos hadosztály 2. dandár, Schofield Barracks, Hawaii
6. 28. (Nemzeti Gárda) gyalogos hadosztály 56. dandár, Philadelphia, Pennsylvania

A ténylegesen felállított alakulatok száma ennél bővebb.
A gyors reagálású stryker dandárban 300 stryker és 4500 katona szolgál. Ebből 9 tankelhárító M1134-es és 12 M1128-as, valamint a dandárokhoz rendszeresítettek 3 M777-es löveget is. Az így szervezett egység 96 órán belül bevethető és 120 órán keresztül önállóan képes feladatot végrehajtani. A dandár légi mozgékonyságát segíti, hogy C-130-asokkal szállítható.[forrás?]

## Története
A  Interim Armored Vehicle (átmeneti páncélozott jármű) program Erik Shinseki tábornok személyes ötlete volt, mivel a sikertelen boszniai akciók során saját bevallása szerint beleszeretett az orosz és európai négytengelyes járművekbe. Elképzelése az volt, hogy az FCS bevezetéséig átmeneti megoldásként egy megnövelt mobilitású járművet készíttet, amely békefenetartó műveletekre alkalmas és bárhová gyorsan telepíthető. A "köztes" dandárok szerepe az lett volna, hogy a lassú és gyengén felfegyverzett gyalogos és a nehéz páncélos csapatok közti űrt betöltse. A sors iróniája, hogy mire elkészült a program a balkáni műveletek e szakasza véglet ért és a jármű LIC (Alacsony intenzitású háború) műveletekben került bevetésre, amire nem alkalmas.
Amikor a tábornok a hadsereg modernizálásáért felelős egység élére került azonnal nekilátott a saját elképzelésének megvalósításához, minden komolyabb előkészítő vizsgálat nélkül (a kutatásokra alapozó FCS ekkor már kizárólag kompozit-lánctalpas járműben gondolkozott) törölte az eddigi fejlesztéseket (FSV). Magát a Stryker járművet is egy rövid és nem eléggé alapos demonstráció alapján választották ki, ami ellen a United Defence erélyesen tiltakozott, hiszen a nagy számban rendszerben álló és minimális, olcsó átalakítással (az új kompozit lánctalppal) 100 km/h-ra csendes és gazdaságos üzemben képes M113A3 képességeit nem haladja meg, sőt több téren (úszóképesség) annál kevesebbet nyújt. A kiválasztott ekkor már 30 éves LAV alváz felépítményét jelentősen módosították, hogy a nehezebb és nagyobb V6 motor, valamint a számos elektronikai berendezés elférjen benne, valamint elhagyták a gépágyúval felszerelt tornyot mivel hatékonyságát elégtelennek tartották. Bár az M1126 geometriai mérete nagyjából 20%-kal nőtt, a belső szabad térfogat még csökkent is.

## Harci tapasztalatok
A járművek sikertelennek bizonyultak az iraki és afganisztáni harcokban, ezért már 2003-ban számos kiegészítő készlet készült hozzá. A Stryker eredeti kivitelében a GDLS állításaival ellentétben 400 helyett csak 200 mérföldes hatótávot tudott elérni, nem védett a 12,7 mm-es lövedékektől, még a kisebb csőbombák felszakították a teknőt és az orr-nehéz jármű nehezen volt vezethető (a súly 60%-át a kormányzott kerekek hordozzák). A jármű nem kapott légkondicionálót, ezért a számítógépek gyakori túlmelegedésekor védtelenné vált, a nem stabilizált RCWS csak álló helyzetben használható. A kedvezőtlen helykihasználás miatt csak a lakosság legalacsonyabb 5%-ból válogathatnak a Stryker-be személyzetet, ráadásul a gyakori felborulásokkor a zsúfolt térben sok katona szerzett súlyos vagy halálos sérüléseket (2003-ban az első három meghalt katona így esett el Irakban).
A fenti problémák megoldására elkészült csomagok:
DEK: járművezetést könnyítő készlet - Driver's Enhancement Kit.
CBS: általános ballisztikai páncél - Common Ballistic Shields.
HPK: járműtest-védelmi készlet - Hull Protection Kit.
OIF: iraki szabadság művelet csomag - Operation Iraqi Freedom.
Slat armor - rácspáncél amely papíron 70% hatásossággal összetöri a becsapódó RPG-t és így megvédi a járművet. A rácspáncél független elemzés (POGO) alapján a gyakorlatban csak 40-50% hatásosságú, 10 találatból csak 4-5 esetben védi meg a járművet.
Az újabb járművek V alakú fenékkel készülnek az aknák elleni jobb védelem érdekében, de ez is csak kisebb IED-k és csőbombák ellen elég.

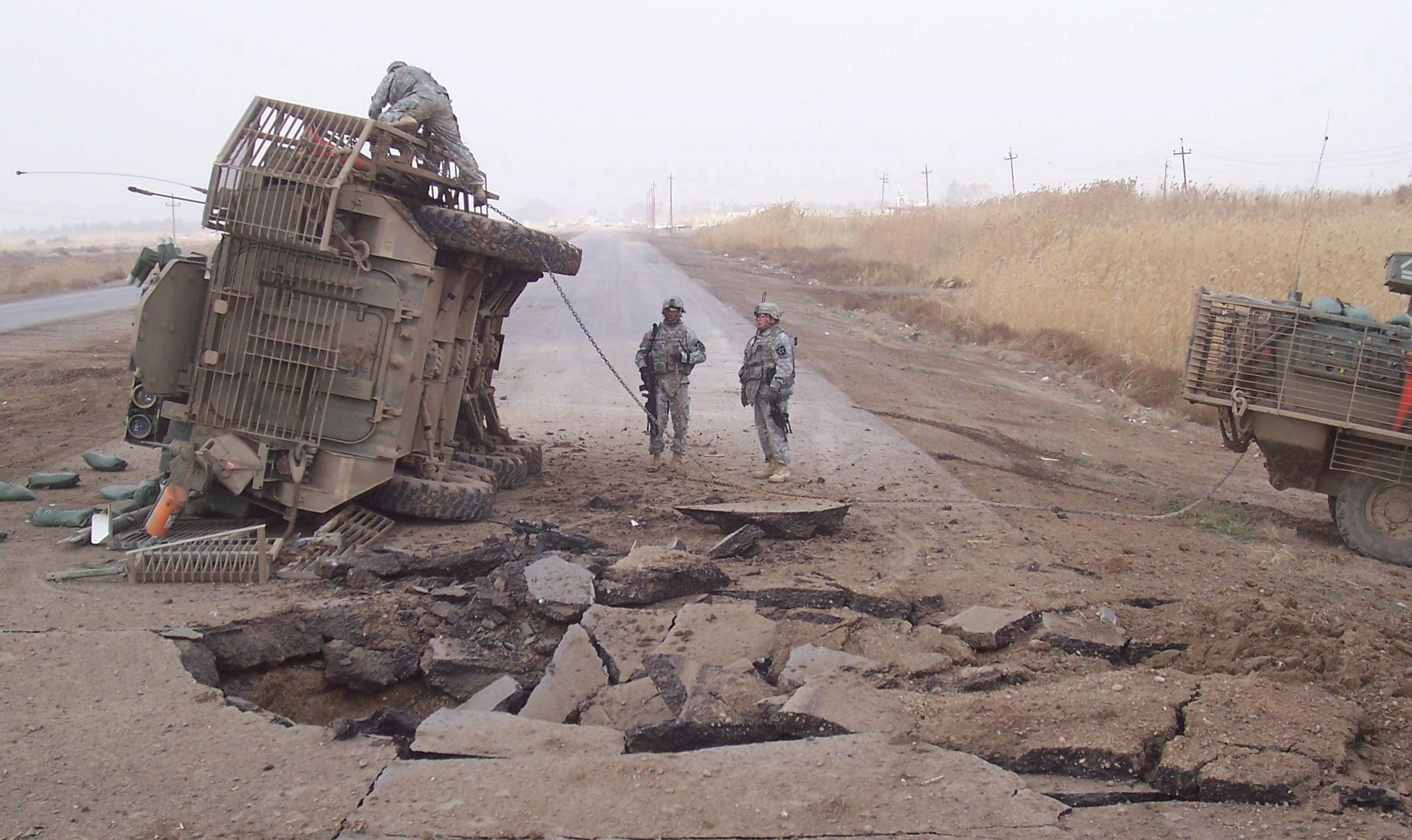
IED bombától megsérült Stryker

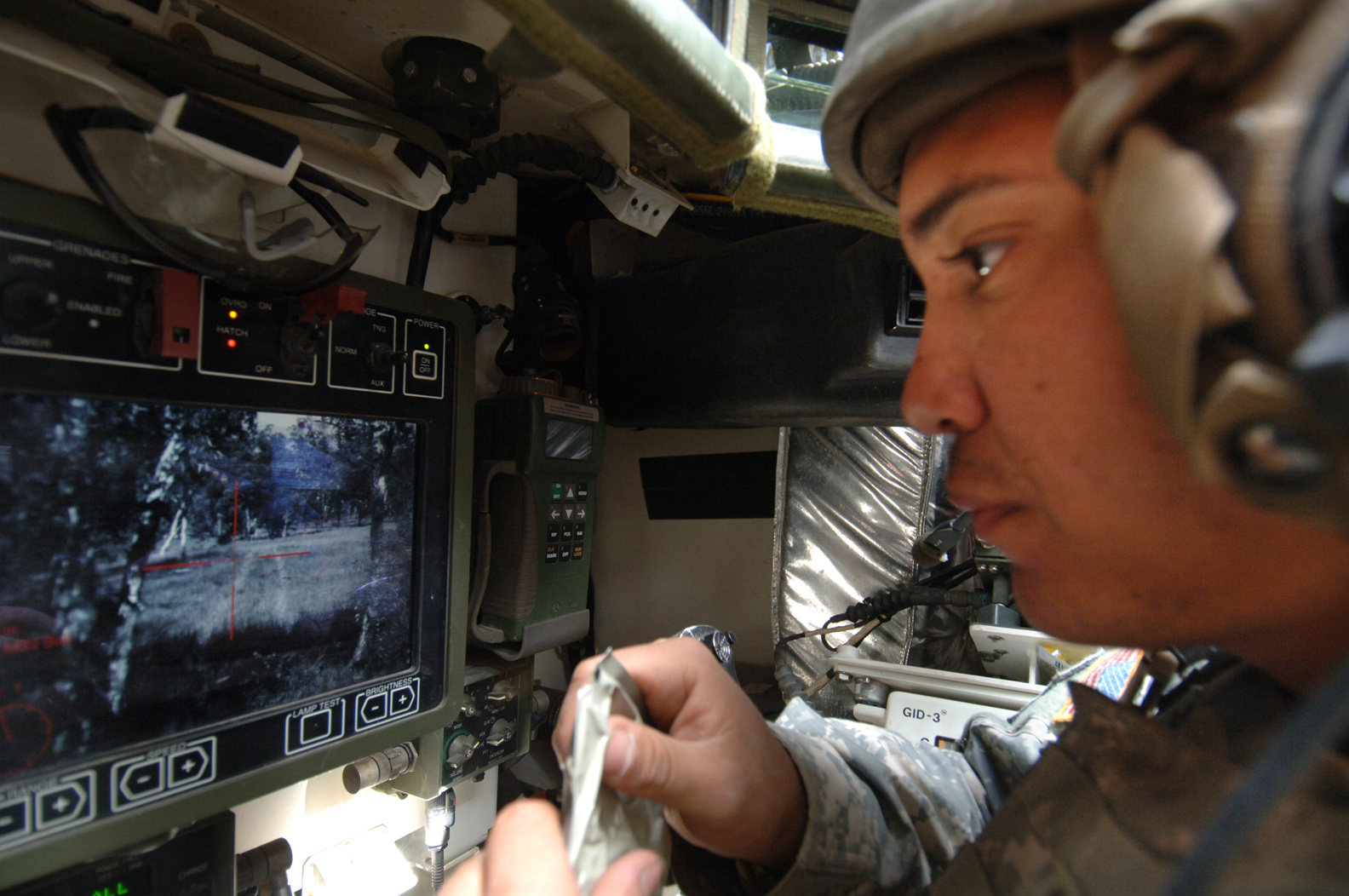
A kezelők munkaállomásai rendkívül szűkösek a Stryker-ben.

A problémákat részben orvosolták a csomagok, a homloklemez a 14,5, az oldal felső fele a 12,7 mm-es lövedékekkel szemben részben védett lett, de a többi ponton továbbra is csak a könnyű kézifegyverek ellen elég a páncél. A túlmelegedések, a zsúfoltság és a távvezérelt fegyverállvány problémáját 2015-ig nem sikerült orvosolni. A 4 tonnás tömegnövekedés miatt azonban a jármű megbízhatósága jelentősen romlott, a nagy talajnyomás (2,44 kg/cm²) miatt csak korlátozottan terepjáró; még a betonutakat is hamar tönkreteszi. A "meghízott" M1126 fajlagos teljesítménye és fogyasztása jelentősen romlott, az állandósult hibák miatt pedig rendkívül költséges lett a karbantartás. Az DEK révén a jármű fordulósugarát 22,8 méterre sikerült csökkenteni, de a lécpáncéllal 3,3 m széles jármű így is alig fér el Kelet-Európa és a harmadik világ városainak szűk utcáin, jelentősen rontva a mobilitás lehetőségeit. Árokáthidaló képessége gyenge, lécpáncéllal 3 tengely nem bírja el a tömeget (az eredetileg 16 tonnás LAV-3 futóművét használja), a C-130 már nem képes szállítani, a jármű nem úszóképes. A fentiek miatt a műszaki utasítások előbb 45, majd 35 mph-ra korlátozták a sebességet, mert jármű fej-nehéz ezért könnyen felborul még földúton is és lecsökkent a felfüggesztés élettartalma.

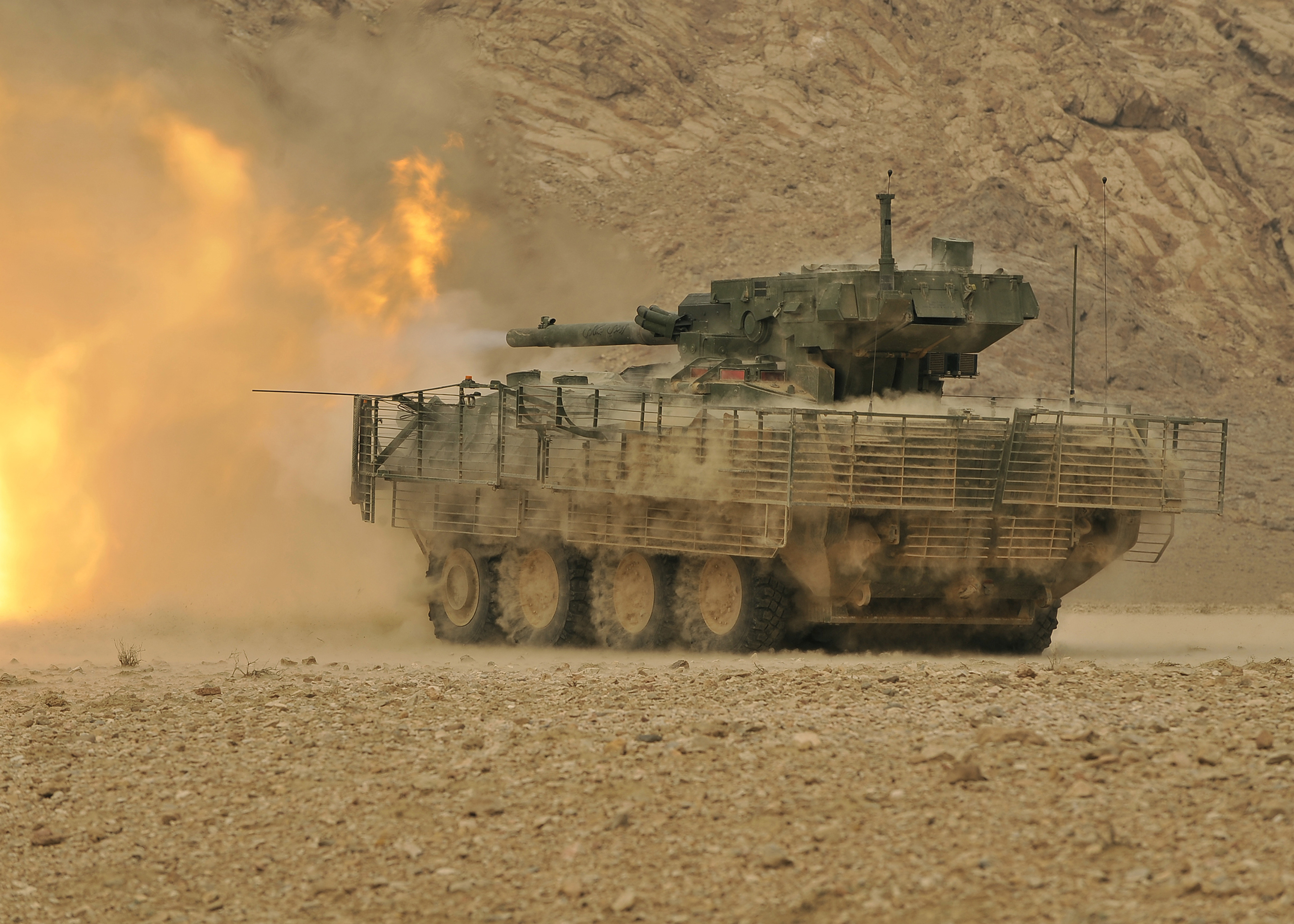
M1128 MGS

Az M1128 MGS rendszer tapasztalatai sem jobbak. Bár tűzereje hatalmas ezt nem tudja tökéletesen kihasználni, mert a töltő berendezés a fejlesztés elő éveiben átlagosan 4 lövés után beakadt. A lőszertároló rendszer egyszerűsítésével e problémát némileg orvosolni tudták, azonban a 18 darabra csökkent lőszerkészlet elégtelennek bizonyult a bevetések során. A nagy magassága miatt az MGS még instabilabb és rosszabb terepjáró-képességű, mint a csapatszállító kivitel. Számos felborulás történt, ráadásul egyenetlen puha talajon már a löveg elsütése miatt is felborulhat a jármű, így igen körültekintően kell a tüzelési pozíciót kiválasztani. Mivel páncélzata nem erősebb a Strykernél jelentős probléma, hogy azzal ellentétben a tűzharcok közelébe kell mennie (az M1126 nem IFV, csak szállítja a csapatokat a frontvonalig, de a tényleges harcban nem vesz részt). A használt csőszájfékét oldal irányba elhagyó lökéshullámok miatt a jármű fél mérföldes körzetében tartózkodni veszélyes, ami közvetlen támogató szerepkörben jelentős negatívum. Ráadásul az eredeti tervekkel ellentétben a nagy számban rendelkezésre álló 105 mm-es lövedékeket a rendszer nem képes használni, csak a csökkentett nyomáson üzemelő ATK gyártmányú új muníciót.
Összegezve az 5 millió dolláros (egy T-72B3 ára) M1126 lassabb, kevésbé védett, nehezebb, drágábban üzemeltethető és lényegesen rosszabb (stratégiai és taktikai) mobilitású jármű, mint a lánctalpas M113, aminek részleges leváltására készült. Tömege és mérete miatt a városi harcokban nehezen alkalmazható, miközben belseje veszélyes mértékben zsúfolt.

## Típusváltozatok
Tíz típusváltozata van és egy be nem fejezett prototípusa:
1. M1126 Infantry Carrier Vehicle (ICV): alaprendeltetésű lövészszállító jármű
2. M1127 Reconnaissance Vehicle (RV): felderítő
3. M1128 Mobile Gun System (MGS): egy 105 mm-es M68A1 ágyúval felszerelt jármű
4. M1129 Mortar Carrier (MC): egy 120 mm-es Soltam K6 aknavetővel felszerelt jármű
5. M1130 Command Vehicle (CV): vezetési harcálláspont
6. M1131 Fire Support Vehicle (FSV): tűzvezető, -támogató jármű
7. M1132 Engineer Squad Vehicle (ESV): műszaki-mentő jármű, kétféle tolólappal szerelhető fel
8. M1133 Medical Evacuation Vehicle (MEV): sebesültkihordó jármű
9. M1134 Anti-Tank Guided Missile Vehicle (ATGM): TOW páncéltörő rakétákkal felszerelt, a Tengerészgyalogság LAV–AT járművének feladatkörével megegyező jármű
10. M1135 Nuclear, Biological, Chemical, Reconnaissance Vehicle (NBC RV): sugár- és vegyifelderítő, -védelmi jármű

- Mxxxx Self-Propelled Howitzer (SPH) - tervezett de meg nem valósult önjáró tarack